# هاري نيس
هاري نيس (بالإنجليزية: Harry Nice)‏ هو محامي وقاضي أمريكي، ولد في 5 ديسمبر 1877 في واشنطن العاصمة في الولايات المتحدة، وتوفي في 25 فبراير 1941 في ريتشموند في الولايات المتحدة.